# Cæremoniale Episcoporum
Cæremoniale Episcoporum (лат. Церемоніал Єпископів) — літургійна книга, яка описує церковні служби, що відправляються єпископами латинського обряду Римо-католицької церкви.

## Історія
Папа римський Климент VIII 14 липня 1600 р. видав першу книгу, що носить таку назву, виправляючи, відповідно до оновлень змісту книг, запропонованим Тридентським собором і званих Ordines Romani , написаних у кінці VII століття, що описують церемонії обрання і рукоположення папи римського і дають вказівки папою римським для Меси та інших церковних служб протягом року. Зміст цих книг було розширено з часом. Робота у двох частинах, які стали відомими як «De Cæremoniis Cardinalium et Episcoporum in eorum diœcesibus» (Церемонії кардиналів та єпископів у своїх власних єпархіях) була додана у XVI столітті. Cæremoniale Episcoporum папи Климента VIII був заснований на цих текстах і на інших, які тепер втрачено. Підготовча робота, розпочата в грудні 1582 року при папі римському Григорії XIII, зайняла 17 років. Факсиміле оригінального видання 1600 року в двох книгах було видано Libreria Editrice Vaticana у 2000 році.
Папа римський Іннокентій X опублікував виправлене видання у 1650 р. У 1727 або 1729 році глави, спочатку надруковані як окремі блоки, були розділені на пронумеровані у параграфи та підсумовані і також були додані на чолі кожного розділу, замість попередніх назв. У 1752 р. , папа римський Бенедикт XIV переглянув дві існуючі раніше книги і додав третю частину церемоній, які потрібно дотримуватися тим хто займає цивільні посади у Папської області.
Catholic Encyclopedia дає опис Cæremoniale Episcoporum, оскільки він відбувся вже після перегляду 1886 р.

## Сьогоднішній стан
Відповідно до оновленнь, запропонованим Другим Ватиканським собором, повністю переглянуте видання в окремому томі та було опубліковано папою римським Іваном Павлом II у 1984 р., замінюючи більше ранні видання. Виправлення призначені покращити єпископську літургію, яка була б «проста, і в той же самий час велична, повністю по-пасторськи ефективна, і здатна бути прикладом для всіх інших літургійних церковних служб».
Видання носить назву :Caeremoniale episcoporum ex decreto Sacrosancti Oecumenici Concilii Vaticani II instauratum, auctoritate Ioannis Pauli PP. II promulgatum. Editio typica. Typis Polyglottis Vaticanis MXMLXXXIV. (2. Видання 1985; Передрук 1995: ISBN 88-209-4217-8)

## Зміст Cæremoniale Episcoporum
Книга складається з восьми частин:
1. Єпископська літургія взагалі;
2. Меса;
3. Літургія годин і церковна служба Слова Божого;
4. Церковна служба Тайн Господніх протягом року;
5. Таїнства;
6. Сакраменталіі;
7. Примітні дати в житті єпископа;
8. Літургійні церковні служби, пов'язані з урочистими діями єпископської влади.

Є також додатки на:
1. Одяг прелатів;
2. Таблиця літургійних днів, розташована в порядку передування;
3. Таблиця на ритуальні меси, меси для різних потреб, вотивні меси і заупокійні меси;
4. Списки скорочень і умовні позначення, використовуваного в книзі.